# Leyes de impunidad (Argentina)
En Argentina el término leyes de impunidad, se refiere a dos leyes y una serie de decretos presidenciales sancionados entre 1986 y 1990, mediante los cuales se impidió el juzgamiento o la ejecución de las condenas contra autores de crímenes de lesa humanidad, durante el terrorismo de Estado llevado a cabo por la Junta Militar en el último golpe de Estado cívico-militar, que ejerció el gobierno en el periodo de 1976-1983. El 3 de mayo de 2017 la Corte Suprema dictó una sentencia que permite reducir considerablemente las condenas de las personas halladas culpables de delitos de lesa humanidad, por aplicación del llamado "dos por uno"

## Antecedentes

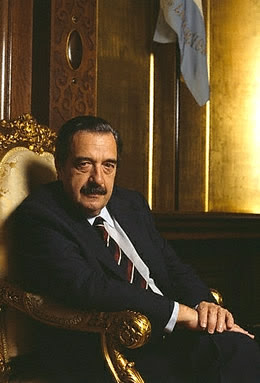
Raúl Alfonsín en 1983 ordenó el Juicio a las Juntas. En 1986 y 1987 promulgó las leyes de Punto Final y Obediencia Debida, estableciendo la impunidad para gran cantidad de criminales de lesa humanidad.

El Golpe de Estado de 1976 —denominado Operación Aries por sus perpetradores— fue la rebelión cívico-militar que depuso a la Presidenta de la Nación Argentina, María Estela Martínez de Perón, el 24 de marzo de ese año. En su lugar, se estableció una Junta Militar de Gobierno, liderada por el teniente general Jorge Rafael Videla, el almirante Emilio Eduardo Massera y el brigadier general Orlando Ramón Agosti. El nuevo gobierno tomó el nombre oficial de Proceso de Reorganización Nacional y permaneció en el poder hasta diciembre de 1983. Durante el mencionado periodo, se cometieron numerosas violaciones a los derechos humanos que fueron registrados por primera vez oficialmente en 1984, una vez reinstalada la democracia, en el informe  Nunca más  realizado por la Comisión Nacional sobre la Desaparición de Personas (CONADEP).

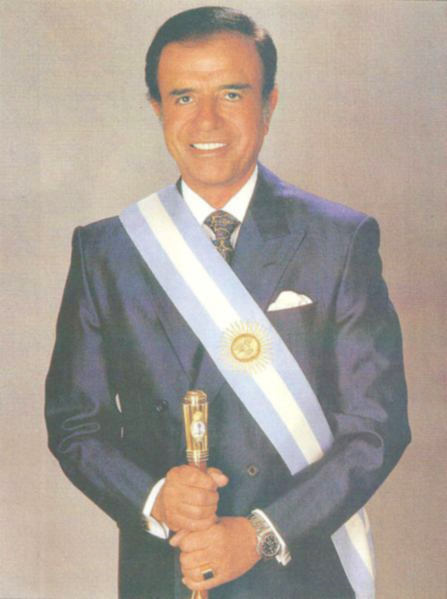
En 1989 y 1990 el presidente Carlos Menem indultó a los autores de delitos de lesa humanidad

Antes de devolver el poder democrático, Reynaldo Bignone sancionaría la Ley 22 924, «Ley de Pacificación Nacional», en la cual los integrantes de las juntas militares se exoneraban de culpa y cargo por los delitos llevado a cabo en este proceso.
En 1983 el presidente Raúl Alfonsín ordenó enjuiciar a tres de las cuatro juntas militares que dirigieron la dictadura militar, en un proceso conocido como el Juicio a las Juntas, que finalizó en 1985 con la condena de varios jerarcas militares, en un caso con pocos antecedentes en la historia mundial, principalmente contra los demás militares, policías y civiles, involucrados en los delitos de lesa humanidad comprobados. Sin embargo a partir de 1986, el presidente Alfonsín, presionado por las fuerzas armadas, promovió la sanción de las llamadas leyes de Punto Final y Obediencia Debida, que impidieron enjuiciar a la mayor parte de los criminales. A partir de 1989, el presidente Carlos Menem dictó una serie de decretos de amnistía liberando a los criminales que no habían sido alcanzados por las leyes antes citadas, incluidos los miembros de las juntas condenados y el ministro de Economía José Alfredo Martínez de Hoz. En conjunto, esas normas han sido conocidas como las leyes de impunidad.

## Las Leyes de la Impunidad

### Ley de Autoamnistía 22924 «Ley de pacificación Nacional»
La Ley 22 924, Ley de Pacificación Nacional promulgada el 22 de septiembre de 1983 se hizo conocida como Ley de autoamnistía porque por medio de la misma, los dirigentes de la dictadura militar autodenominada Proceso de Reorganización Nacional, ante la posibilidad de ser enjuiciados por el gobierno que resultara al levantar la veda política y llamar a elecciones, procuraron dictar una amnistía sobre sí mismos.
El artículo n.º 1 de la ley declaraba lo siguiente: 

ART. 1º — Decláranse extinguidas las acciones penales emergentes de los delitos cometidos con motivación o finalidad terrorista o subversiva, desde el 25 de mayo de 1973 hasta el 17 de junio de 1982. Los beneficios otorgados por esta ley se extienden, asimismo, a todos los hechos de naturaleza penal realizados en ocasión o con motivo del desarrollo de acciones dirigidas a prevenir, conjurar o poner fin a las referidas actividades terroristas o subversivas, cualquiera hubiere sido su naturaleza o el bien jurídico lesionado. Los efectos de esta ley alcanzan a los autores, partícipes, instigadores, cómplices o encubridores y comprende a los delitos comunes conexos y a los delitos militares conexos.

El artículo n.º 5 de la ley declaraba lo siguiente: 

ART. 5º — Nadie podrá ser interrogado, investigado, citado a comparecer o requerido de manera alguna por imputaciones o sospechas de haber cometido delitos o participado en las acciones a los que se refiere el artículo 1º de esta ley o por suponer de su parte un conocimiento de ellos, de sus circunstancias, de sus autores, partícipes, instigadores, cómplices o encubridores.

El artículo n.º 12 de la ley declaraba lo siguiente: 

ART. 12. — Los Jueces Ordinarios, Federales, Militares u organismos castrenses ante los que se promuevan denuncias o querellas fundadas en la imputación de los delitos y hechos comprendidos en el artículo 1º, las rechazarán sin sustanciación alguna.

El candidato presidencial del Partido Justicialista en las elecciones de octubre de 1983, Ítalo Argentino Lúder repudió la ley en tanto el candidato de la Unión Cívica Radical, Raúl Alfonsín denunció durante su campaña la existencia de un pacto sindical-militar y se comprometió a dejarla sin efecto. Al poco tiempo de asumir como presidente, Raúl Alfonsín envió al Congreso un proyecto de ley para derogar dicha ley, lo cual se aprobó con la ley n.º 23.040 una semana después. Dicha derogación fue la primera ley aprobada por el Congreso Argentino tras la restitución de la democracia en 1983.
Luego de la derogación de la Ley de Pacificación Nacional el Ministerio de Defensa de Raúl Alfonsín comunicó oficialmente al Consejo Supremo de las Fuerzas Armadas el decreto de procesamiento de los integrantes de las tres primeras juntas militares.
La derogación de esta ley permitió llevar a cabo el Juicio a las Juntas que dictó la sentencia condenando a Jorge Rafael Videla y Emilio Eduardo Massera a reclusión perpetua, a Roberto Eduardo Viola a 17 años de prisión, a Armando Lambruschini a 8 años de prisión y a Orlando Ramón Agosti a 4 años de prisión.

### Ley 23.492 de Punto Final

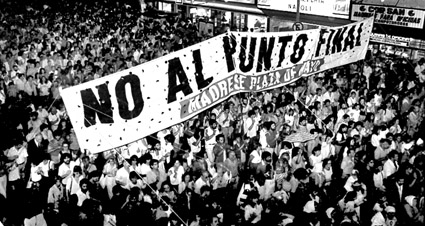
Manifestación contra la Ley de Punto Final en 1986.

La Ley 23.492 de Punto Final es una ley argentina que estableció la caducidad de la acción penal (prescripción) contra los imputados como autores penalmente responsables de haber cometido el delito complejo de desaparición forzada de personas (que involucró detenciones ilegales, torturas y homicidios agravados o asesinatos) que tuvieron lugar durante la dictadura militar del autodenominado Proceso de Reorganización Nacional de 1976–1983 que no hubieran sido llamados a declarar "antes de los sesenta días corridos a partir de la fecha de promulgación de la presente ley". Fue presentada por los diputados Juan Carlos Pugliese, Carlos A. Bravo y Antonio J. Macris, y promulgada el 24 de diciembre de 1986 por el presidente Raúl Alfonsín. El Congreso la declaró nula en 2003. Durante la campaña electoral de 1983 el candidato de la Unión Cívica Radical Raúl Alfonsín había prometido  que no habría impunidad para los crímenes del terrorismo de Estado.
El 5 de diciembre de 1986, el entonces presidente Raúl Alfonsín anunció  un proyecto que emplazaba abruptamente la presentación de denuncias por vulneración de los derechos humanos durante la dictadura. Fijaba un plazo de treinta días, tras el cual caducaba el derecho a reclamar justicia. El proyecto, fue bautizado como Ley de Punto Final.
La ley establecía que "se extinguirá la acción penal contra toda persona que hubiese cometido delitos vinculados a la instauración de formas violentas de acción política hasta el 10 de octubre de 1983". Dado que sancionaba la impunidad de los militares  penalmente responsables de haber cometido el delito de desaparición forzada de personas de varios miles de opositores, activistas de izquierda, intelectuales, peronistas, sindicalistas, escritores y otros grupos durante la dictadura. Fue en su momento objeto de una viva y acalorada polémica. 
Entre 50.000 y 60.000 personas se manifestaron  en el centro de Buenos Aires como protesta contra la ley, entre ellos comunistas, peronistas. Según el diario español El País fue  la manifestación más multitudinaria desarrollada en la capital federal desde que se había recuperado la democracia tres años antes.
Convocada por las Madres de Plaza de Mayo y Abuelas de Plaza de Mayo, organizaciones defensoras de los derechos humanos y partidos extraparlamentarios de izquierda, la marcha contó con el apoyo de los peronistas revolucionarios y la Confederación General del Trabajo (CGT).
Solo quedaban fuera del ámbito de aplicación de la ley los casos de secuestro de recién nacidos, hijos de prisioneras políticas destinadas a desaparecer, que eran por lo general adoptados por militares, quienes les ocultaban su verdadera identidad biológica. La Ley de Punto Final fue promulgada el 24 de diciembre de 1986 por el entonces presidente Raúl Alfonsín, y estableció la paralización de los procesos judiciales contra los imputados de ser autores penalmente responsables de haber cometido el delito de desaparición forzada de personas durante la dictadura. Meses después fue complementada con la Ley de Obediencia Debida (23.521) también dictada por Alfonsín el 4 de junio de 1987, y estableció una presunción iuris et de iure (es decir, que no admitía prueba jurídica alguna en contrario) respecto de que los delitos cometidos por los miembros de las Fuerzas Armadas no eran punibles.
Su primera aplicación práctica ocurrió dos días después cuando la Procuración a cargo del radical Juan Octavio Gauna aceptó que la ley era aplicable a un grupo de oficiales que actuó bajo las órdenes del general Ramón Camps en la provincia de Buenos Aires, anulando su condena.
Las leyes de Punto Final y Obediencia Debida, junto a los indultos realizados por Carlos Menem (1989–1990), son conocidas como leyes de impunidad.

### Ley de Obediencia Debida
La Ley de Obediencia Debida n.º 23.521 fue una disposición legal dictada en Argentina el 4 de junio de 1987, durante el gobierno de Raúl Alfonsín, que estableció una presunción  (es decir, que no admitía prueba en contrario, aunque si habilitaba un recurso de apelación a la Corte Suprema respecto a los alcances de la ley) de que los delitos cometidos por los miembros de las Fuerzas Armadas cuyo grado estuviera por debajo de coronel (en tanto y en cuanto no se hubiesen apropiado de menores y/o de inmuebles de desaparecidos), durante el terrorismo de Estado y la dictadura militar no eran punibles, por haber actuado en virtud de la denominada "obediencia debida" (concepto militar según el cual los subordinados se limitan a obedecer las órdenes emanadas de sus superiores).
Si bien algunos interpretaron que esta norma había sido aprobada por iniciativa del gobierno de Alfonsín luego de los levantamientos "carapintadas" , para intentar contener el descontento de la oficialidad del Ejército Argentino, la misma había sido anunciada con anterioridad a esas revueltas  en marzo de 1987 por el propio Alfonsín en un discurso público en la localidad de Las Perdices, Córdoba y ya durante la campaña de 1983 en la cual Alfonsín insistía con la necesidad de reconocer que las Fuerzas Armadas se fundaban en la regla de “obediencia debida” y que existían “tres niveles de responsabilidad”; por otro lado los juicios por terrorismo de Estado continuaron a lo largo de todo el gobierno de Alfonsín.
De ese modo, tuvo lugar el desprocesamiento de los imputados en causas penales del llamado terrorismo de Estado que no habían sido condenados hasta el momento. Las leyes de Punto Final (1986) y de Obediencia Debida (1987), junto a los indultos realizados por Carlos Menem (1989-1990), son conocidos entre sus detractores como las leyes de impunidad.
Algunos de los beneficiados por la norma fueron el ex capitán de fragata Alfredo Ignacio Astiz, el capitán de fragata Adolfo Donda, y el general Antonio Domingo Bussi.

### Indultos
Una serie de diez decretos fueron sancionados el 7 de octubre de 1989 y el 30 de diciembre de 1990 por el entonces presidente de la Argentina Carlos Menem, indultando civiles y militares que cometieron delitos durante la dictadura autodenominada Proceso de Reorganización Nacional incluyendo a los miembros de las juntas condenados en el Juicio a las Juntas de 1985, al procesado ministro de Economía José Alfredo Martínez de Hoz y los líderes de las organizaciones guerrilleras. Mediante estos decretos fueron indultadas más de 1.200 personas.

#### Los indultos de 1989
El 7 de octubre de 1989 el presidente Menem sancionó cuatro decretos indultando a 220 militares y 70 civiles.
- Decreto 1002/89: Indulta a todos los jefes militares procesados que no habían sido beneficiados por las leyes de Punto Final y Obediencia Debida, excepto el general de división Guillermo Suárez Mason, que había sido extraditado de los Estados Unidos.
- Decreto 1003/89: Indulta a líderes y miembros de los grupos guerrilleros y otras personas acusadas de subversión, entre ellas personas que se encontraban muertas o "desaparecidas". También indulta a militares uruguayos.
- Decreto 1004/89: Indulta a todos los participantes de las rebeliones militares carapintadas de Semana Santa y Monte Caseros en 1987 y de Villa Martelli en 1988.
- Decreto 1005/89: Indulta a los exmiembros de la Junta de Comandantes Leopoldo Galtieri, Jorge Isaac Anaya y Basilio Lami Dozo, condenados por los delitos cometidos en la conducción de la guerra de las Malvinas.

#### Los indultos de 1990
El 29 de diciembre de 1990 el presidente Menem sancionó seis decretos indultando a un nuevo grupo de personas.
- Decreto 2741/90: Indulta a los exmiembros de las juntas de comandantes condenados en el Juicio a las Juntas de 1985 Jorge Rafael Videla, Emilio Massera, Orlando Ramón Agosti, Roberto Viola, y Armando Lambruschini. Indulta también a los militares condenados en crímenes de lesa humanidad Ramón Camps y Ovidio Riccheri.

- Decreto 2742/90: Indulta a Mario Eduardo Firmenich, líder de la organización guerrillera Montoneros.

- Decreto 2743/90: Indulta a Norma Kennedy, procesada por malversación de fondos públicos.

- Decreto 2744/90: Indulta a Duilio Brunello, condenado a inhabilitación absoluta y perpetua por el delito de malversación de fondos públicos.

- Decreto 2745/90: Indulta al exministro de Economía José Alfredo Martínez de Hoz procesado por participación en los delitos de lesa humanidad (secuestro y torturas) contra Federico y Miguel Ernesto Guthein.

- Decreto 2746/90: Indulta al exmilitar Guillermo Suárez Mason por delitos de lesa humanidad.

## Reacciones posteriores
En 1998 el Congreso Nacional derogó las leyes de Punto Final y Obediencia Debida, y en 2003 procedió a anularlas. Esta anulación fue convalidada por la Corte Suprema de Justicia, que las declaró inconstitucionales el 14 de junio de 2005.
En 2003 la Cámara de Diputados aprobó la nulidad de la Obediencia Debida y el Punto Final, se pronunciaron por la nulidad de la ley los diputados del justicialismo y los de los partidos de centroizquierda e izquierda. Votaron en contra los legisladores de los partidos de derecha, con el diputado de Fuerza Republicana Ricardo Bussi a la cabeza, acompañado por ucedeístas, cavallistas, seguidores de Ricardo López Murphy. En tanto el radicalismo, antiguo impulsor de la ley de Punto Final, decidió abstenerse. con la aprobación del rango constitucional para la Convención de la ONU sobre imprescriptibilidad de los crímenes de guerra y de lesa humanidad, ratificada por el entonces  presidente Néstor Kirchner un día antes. En tanto en el senado la nulidad, empujada por el bloque del PJ y resistida por la UCR, supuso para los senadores un claro alineamiento con el presidente Néstor Kirchner, quien buscaba este resultado para habilitar el juzgamiento de militares en la Argentina y no en el exterior. Minutos antes de las dos de la madrugada, la Cámara aprobó por 43 votos a 7 la nulidad de las leyes del obediencia debida y Punto Final. La mayoría de los radicales voto en contra, Luis Falcó, Raúl Baglini y el jefe de bloque Carlos Maestro fueron algunos de los que hicieron largos discursos en contra de derogar las normas.
Luego de que en 2003 el Congreso de la Nación declarara la nulidad de las leyes de Punto Final y Obediencia Debida algunos jueces comenzaron a declarar inconstitucionales aquellos indultos referidos a crímenes de lesa humanidad y a reabrir los casos.
El 15 de junio de 2006 la Cámara de Casación Penal, máximo tribunal penal de la Argentina, consideró que los indultos concedidos en delitos de lesa humanidad eran inconstitucionales.
El 31 de agosto de 2010 la Corte Suprema de Justicia confirmó sentencias de tribunales inferiores, dictando que los indultos no fueron constitucionales pero que las condenas que anularon debían ser cumplidas

## Aplicación del dos por uno a los delitos de lesa humanidad
El 3 de mayo de 2017 la Corte Suprema dictó una sentencia admitiendo que los criminales condenados por delitos de lesa humanidad puedan computar doble el tiempo que estuvieron detenidos antes de ser condenados, a partir de los dos años de prisión preventiva. La sentencia se dictó en la causa "Bignone, Reynaldo Benito Antonio y otro s/ recurso extraordinario" (CSJ 1574/2014/RH1) y benefició a Luis Muiña, culpable de cinco delitos de lesa humanidad y condenado en 2011 a trece años de prisión, luego de haber estado detenido preventivamente desde 2007. La Corte consideró aplicable al caso el artículo 7 de la Ley N.º 24.390, conocida como Ley del Dos por Uno, que estuvo vigente entre 1994 y 2001. El fallo fue dictado por tres votos a favor (Elena Highton de Nolasco, Carlos Rosenkrantz y Horacio Rosatti) y dos votos en contra (Ricardo Lorenzetti y Juan Carlos Maqueda). La sentencia fue cuestionada por las organizaciones de derechos humanos y un amplio espectro de organizaciones y personalidades nacionales e internacionales, que la consideraron un acto de impunidad, asociándola con las llamadas leyes de impunidad, sancionadas durante los gobiernos de Raúl Alfonsín y Carlos Menem, desencadenando varias denuncias penales contra sus autores y pedidos de juicio político.